# Punta del Diablo
Punta del Diablo es un pueblo costero uruguayo ubicado en el km 298 de la Ruta 9 en el departamento de Rocha, a 45 km de la frontera con Brasil (Chuy). Se encuentra en la zona de La Angostura entre el Océano Atlántico y la Laguna Negra y a escasos kilómetros del parque nacional de Santa Teresa. Se accede en el km 298 de la Ruta 9.

## Historia

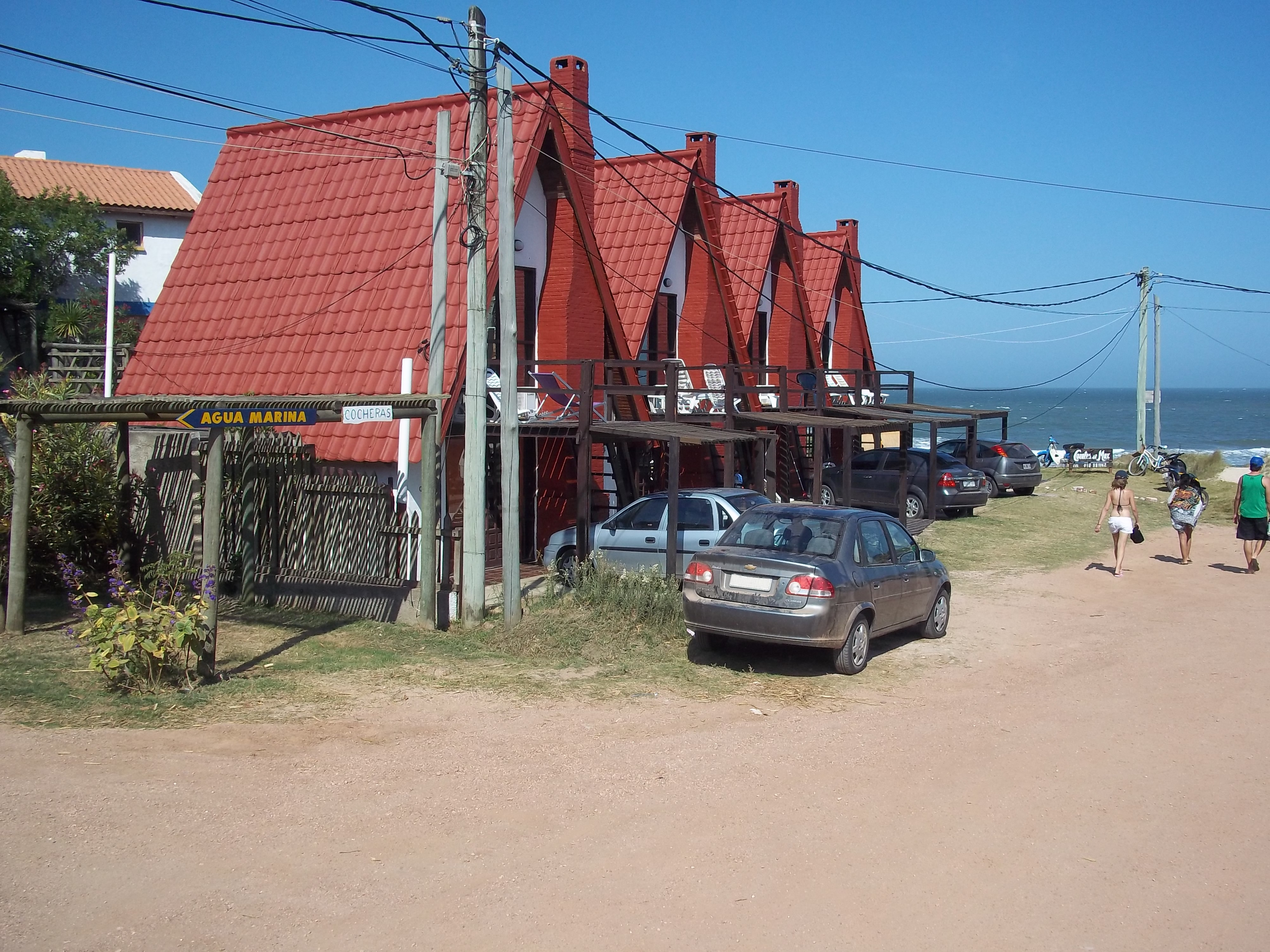
Cabañas, en Playa del Rivero.

En 1935, una familia apellidada Rocha se trasladó al lugar debido a que uno de sus hijos sufría de asma y le había sido recomendado establecerse cerca de la costa para la recuperación. Allí construyeron su rancho, transformándose en los primeros pobladores del lugar. Posteriormente hacia 1942 comenzaron a llegar en forma temporaria pescadores de Valizas que vieron en la pesca de tiburón un negocio rentable, ya que con el hígado se extraía aceite, el cual exportaban. Sin accesos ni caminería, la única forma de llegar era en carro, lo cual se dificultaba porque las huellas en las dunas de arena se borraban debido a la acción del viento.
En 1949 se construyó entre la Ruta 9 y la punta, la Hostería del Pescador y un camino que unía la ruta con la hostería. Igualmente a partir de allí y hacia la punta los viajes continuaban en carro, hasta que 1968 se realizó el camino de acceso hasta la punta.
Las esposas de los pescadores comenzaron a hacer artesanías con materiales propios del lugar (caracoles y estrellas de mar, piedras, madera, cerámica, etc.). Con el paso del tiempo y la llegada de turistas, se creó una feria artesanal.
El nombre del pueblo tiene su origen en una abreviación. Los nombres originales del pueblo son Aldea del Mar y Santa Teresa de la Coronilla. A mediados del siglo XX se lo comenzó a llamar "Cerro de Los Pescadores de la Punta del Diablo" porque muchos de los pescadores de Valizas que habitaban allí provenían del lugar geográfico con ese nombre, que se sitúa en el pueblo rochense.

## Características

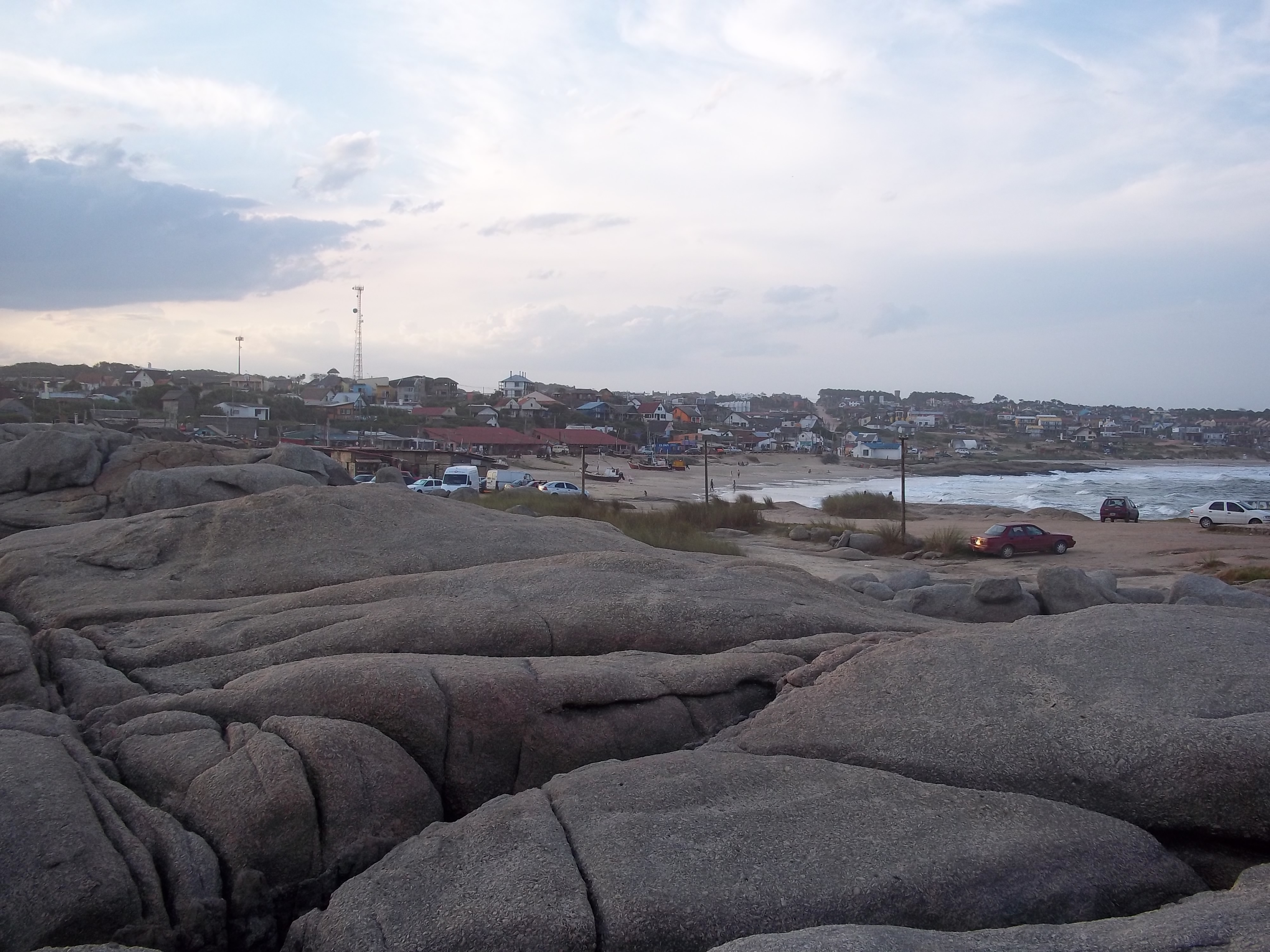
Punta del Diablo y la Playa de los Pescadores.

Sus playas ocupan alrededor de 10 kilómetros de costa, donde la Playa de los Pescadores es la más familiar y se caracteriza por los botes de pesca artesanal, que se acercan a la playa para ofrecer a los visitantes la pesca del día. La Playa de la Viuda, ubicada al sur, y la Playa de Rivero, al norte, son propicias para la práctica de surf, mientras que la Playa Grande (más alejada hacia el norte) separa a Punta del Diablo del parque nacional de Santa Teresa.
Su población permanente es de 823 habitantes (censo 2011), en su mayoría pescadores y artesanos. En verano se transforma en uno de los principales sitios de vacaciones de los jóvenes uruguayos, recibiendo gran afluencia de turistas argentinos, brasileños y europeos. El balneario cuenta con agencias de transporte, bares, campamento, farmacias, cybercafés, escuelas de surf, pescaderías, hoteles, paradores, comisaría y puestos de artesanos. Es reconocido y apreciado por su original disposición urbana. Visitantes de todas partes vienen a ver la forma única de organización arquitectónica que son sus ranchos.

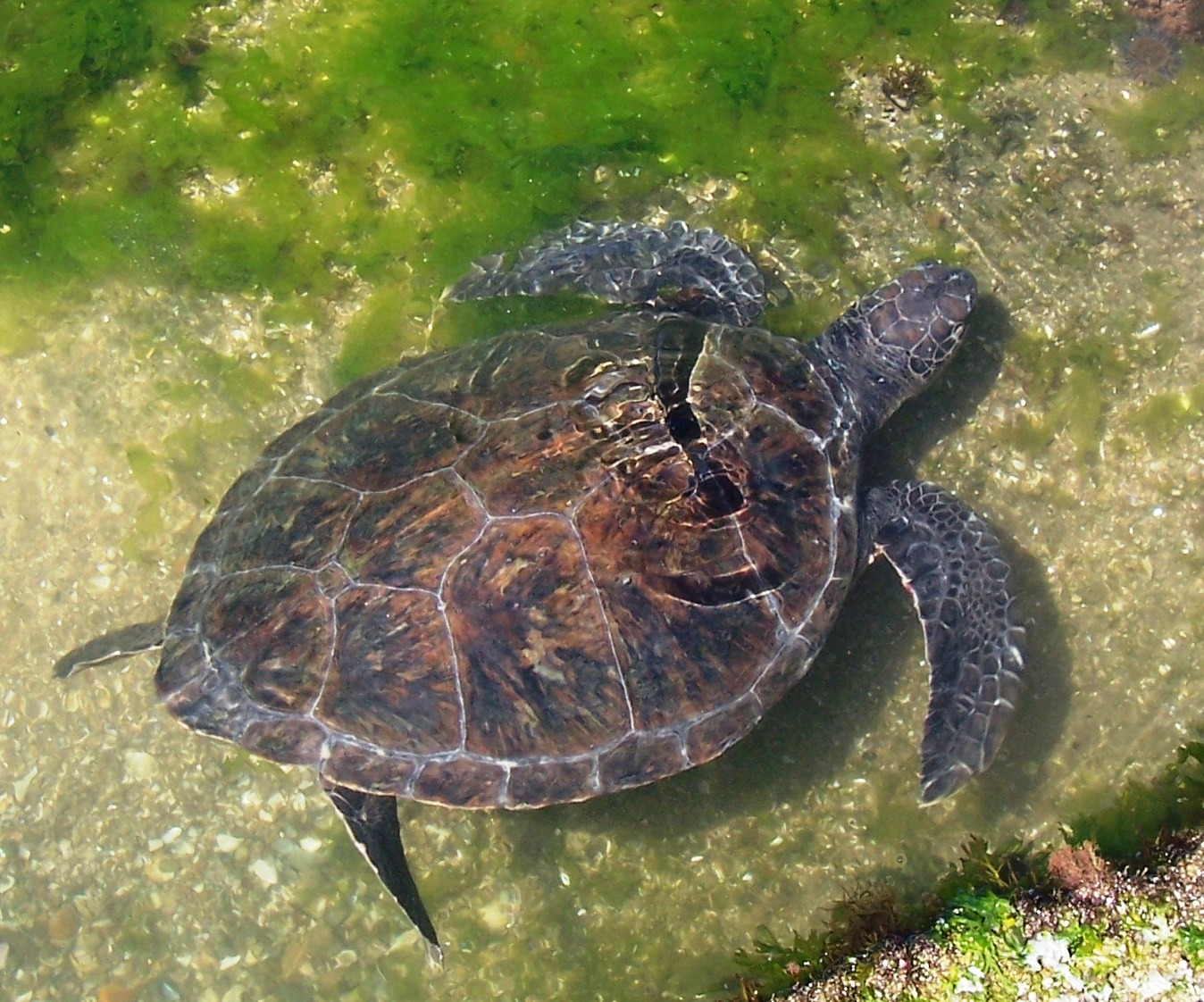
Tortuga Verde en Punta del Diablo.

Los lugares turísticos cercanos son el área costero-marina protegida de Cerro Verde, una punta rocosa elevada cubierta por vegetación y ubicada en la jurisdicción del parque nacional de Santa Teresa, el Parque y la Fortaleza de Santa Teresa, el balneario La Coronilla, la ciudad de Chuy, el Fuerte de San Miguel y el balneario La Esmeralda.
En aguas de Punta del Diablo habitan tortugas verdes, animales marinos milenarios que se encuentran en peligro de extinción.

## Actualidad
Eventualmente podría llegarse a construir en las cercanías un emisario submarino para el vertido de aguas procedentes de la actividad minera del Proyecto Aratirí. 

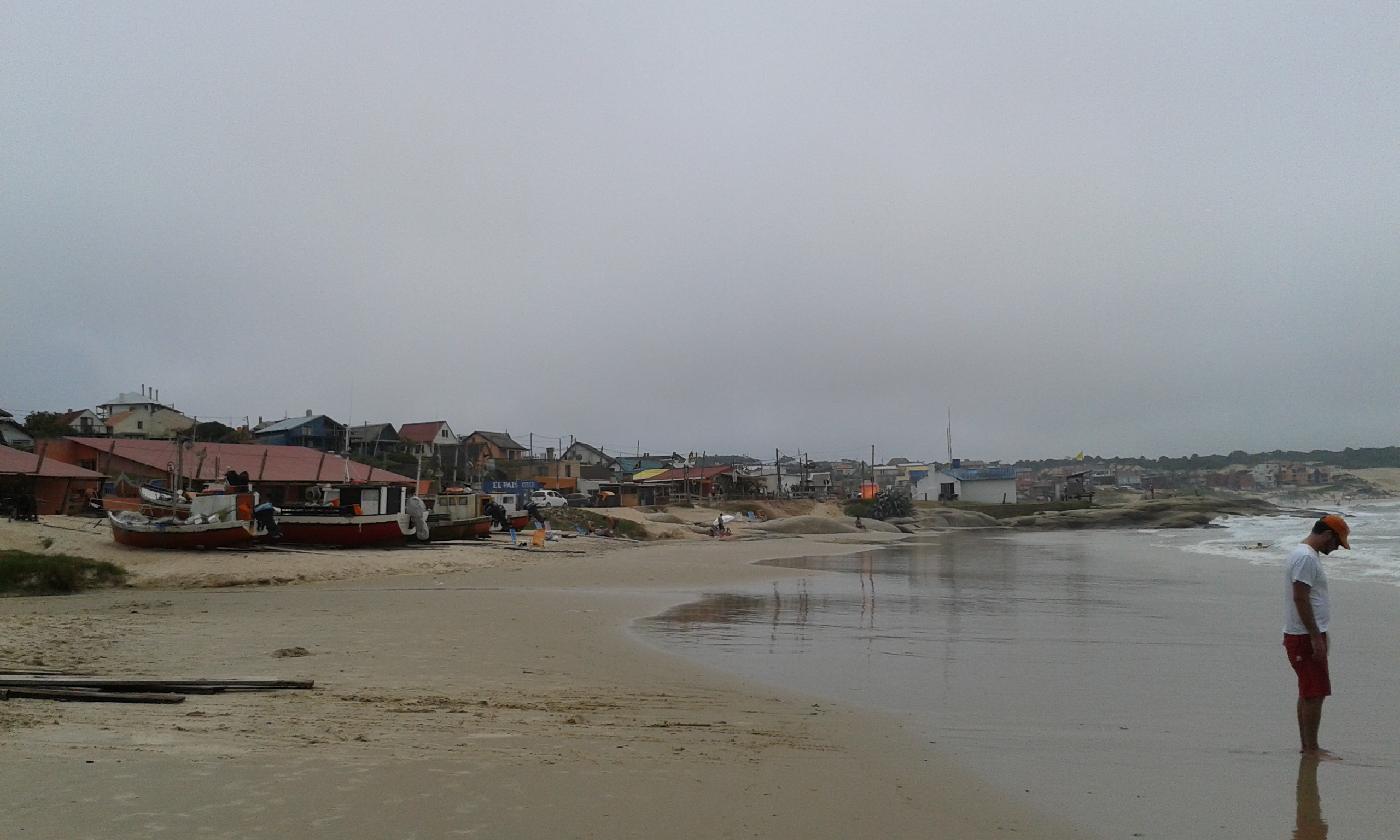
Vista de Punta del Diablo.

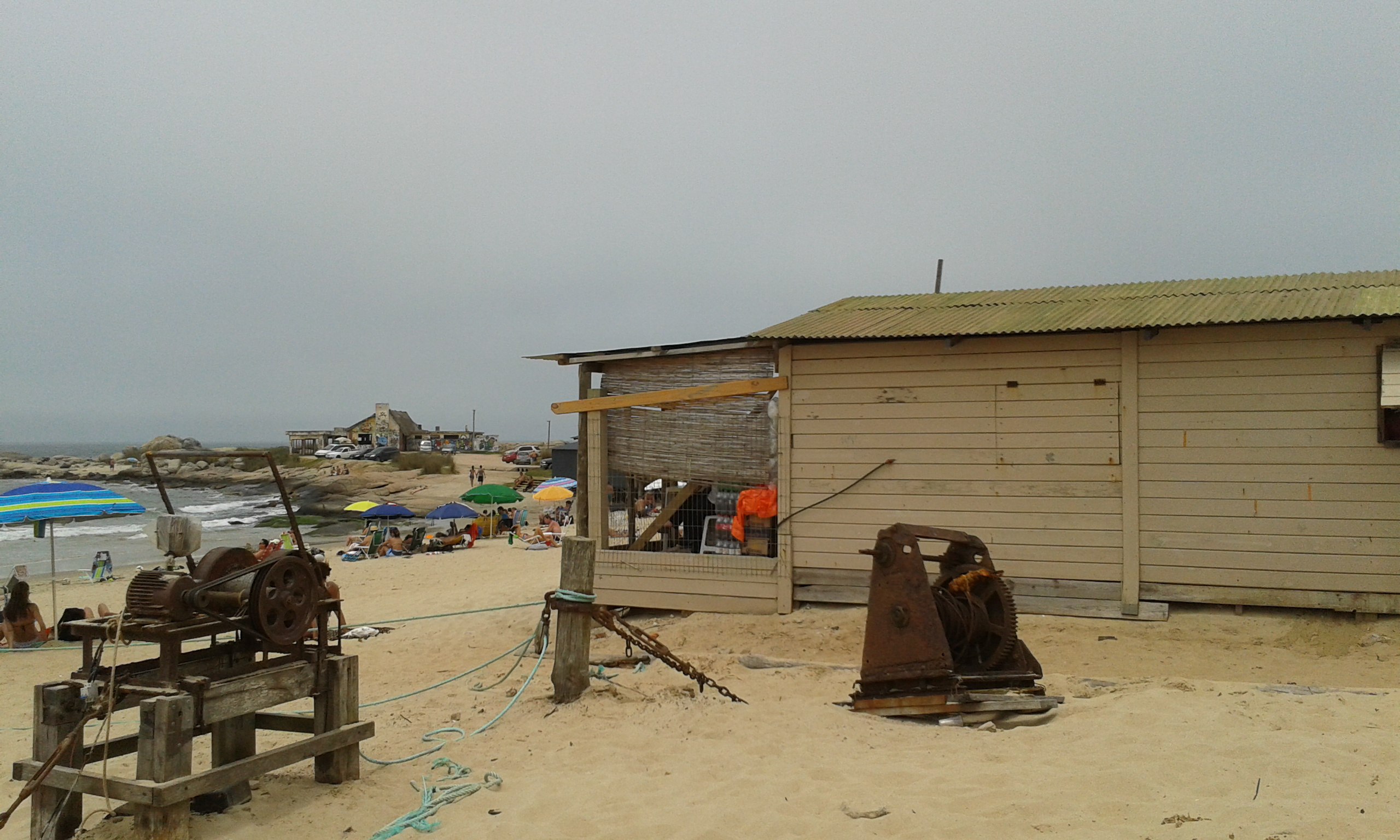
Playa y ranchos en la costa.

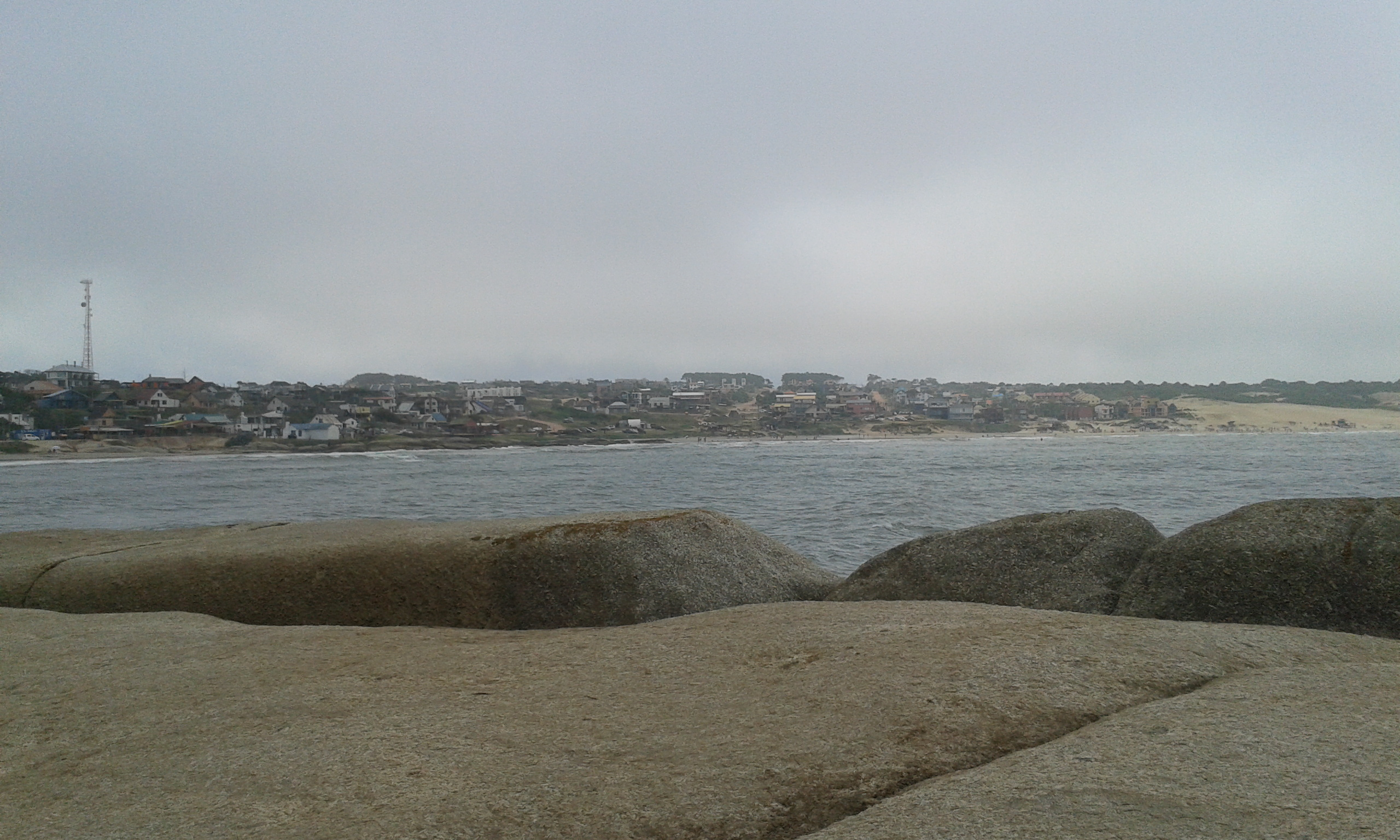
Otra vista de la costa.

En 2011 trascendió el proyecto de construcción de un largamente anunciado puerto de aguas profundas en Rocha. La ubicación original del mismo se estimaba entre La Esmeralda y Punta del Diablo, en terrenos pertenecientes al Ministerio de Defensa. La construcción del puerto en esta zona conocida como La Angostura estaba fuertemente ligada al Proyecto Minero Aratirí, aunque la oposición y movilización de los pobladores locales y de balnearios cercanos por las consecuencias negativas de la obra sobre el turismo en la zona, sumada a la parálisis del proyecto de la minera Aratirí y el fuerte impacto medioambiental en un área de gran importancia ecológica (muy cercana a la Laguna Negra) hicieron desistir de llevar a cabo la construcción de la terminal portuaria de uso exclusivo para Aratirí en cercanías de estos balnearios.
Por decisión del Presidente uruguayo José Mujica se estableció la nueva ubicación del puerto en la zona conocida como El Palenque, entre La Pedrera y Cabo Polonio. Aún restan realizarse los estudios de impacto medioambientales y socioeconómicos pertinentes.